# Адміністративний устрій Верховинського району (1966—2020)
Адміністративний устрій Верховинського району — адміністративно-територіальний устрій Верховинського району Івано-Франківської області на 1 селишну раду та 21 сільську раду, які об'єднують 43 населені пункти і підпорядковані Верховинській районній раді. Адміністративний центр — смт Верховина.

## Список радВерховинського району
| №  | Назва                           | Центр             | Населені пункти                            | Площа км² | Місце за площею | Населення (2001), осіб. | Місце за населенням |
| -- | ------------------------------- | ----------------- | ------------------------------------------ | --------- | --------------- | ----------------------- | ------------------- |
| 1  | Верховинська селищна рада       | смт Верховина     | смт Верховина с. Віпче                     | 52.8      | 7               | 5639                    | 1                   |
| 2  | Бистрецька сільська рада        | с. Бистрець       | с. Бистрець с. Дземброня                   | 11        | 20              | 607                     | 20                  |
| 3  | Білоберізька сільська рада      | с. Білоберізка    | с. Білоберізка                             | 20        | 15              | 1234                    | 11                  |
| 4  | Буковецька сільська рада        | с. Буковець       | с. Буковець с. Черетів                     | 2.2       | 22              | 813                     | 15                  |
| 5  | Верхньоясенівська сільська рада | с. Верхній Ясенів | с. Верхній Ясенів с. Рівня                 | 15.4      | 18              | 1761                    | 5                   |
| 6  | Головівська сільська рада       | с. Голови         | с. Голови с. Чорна Річка                   | 57.6      | 6               | 1956                    | 2                   |
| 7  | Голошинська сільська рада       | с. Голошина       | с. Голошина                                | 10        | 21              | 415                     | 22                  |
| 8  | Гринявська сільська рада        | с. Гринява        | с. Гринява с. Біла Річка                   | 22        | 14              | 1061                    | 14                  |
| 9  | Довгопільська сільська рада     | с. Довгополе      | с. Довгополе с. Кохан с. Полянки           | 16        | 17              | 1361                    | 9                   |
| 10 | Замагірська сільська рада       | с. Замагора       | с. Замагора                                | 14        | 19              | 1185                    | 12                  |
| 11 | Зеленська сільська рада         | с. Зелене         | с. Зелене с. Буркут с. Топільче с. Явірник | 29        | 12              | 1323                    | 10                  |
| 12 | Ільцівська сільська рада        | с. Ільці          | с. Ільці с. Великий Ходак                  | 73        | 4               | 1834                    | 3                   |
| 13 | Красниківська сільська рада     | с. Красник        | с. Красник                                 | 50        | 9               | 1086                    | 13                  |
| 14 | Красноїльська сільська рада     | с. Красноїлля     | с. Красноїлля с. Вигода                    | 18        | 16              | 1449                    | 7                   |
| 15 | Кривопільська сільська рада     | с. Кривопілля     | с. Кривопілля с. Волова с. Стаїще          | 81        | 3               | 1435                    | 8                   |
| 16 | Криворівнянська сільська рада   | с. Криворівня     | с. Криворівня с. Бережниця                 | 46        | 10              | 1807                    | 4                   |
| 17 | Перехресненська сільська рада   | с. Перехресне     | с. Перехресне                              | 72        | 5               | 525                     | 21                  |
| 18 | Пробійнівська сільська рада     | с. Пробійнівка    | с. Пробійнівка с. Грамотне с-ще Стовпні    | 23        | 13              | 807                     | 16                  |
| 19 | Стебнівська сільська рада       | с. Стебні         | с. Стебні                                  | 84        | 2               | 728                     | 19                  |
| 20 | Устеріківська сільська рада     | с. Устеріки       | с. Устеріки                                | 90        | 1               | 746                     | 18                  |
| 21 | Хороцівська сільська рада       | с. Хороцеве       | с. Хороцеве с. Барвінків                   | 52        | 8               | 767                     | 17                  |
| 22 | Яблуницька сільська рада        | с. Яблуниця       | с. Яблуниця с. Сеньківське с. Черемошна    | 32        | 11              | 1540                    | 6                   |

* Примітки: м. — місто, смт — селище міського типу, с. — село, с-ще — селище